# Университет на Саарланд
Университетът на Саарланд (на немски: Universität des Saarlandes) е изследователски университет, разположен в град Саарбрюкен, столица на провинция Саарланд, Германия.
Основан е през 1948 г. Структурата му включва 8 факултета и институти, вкл. Института „Европа“.
Университетът е известен най-вече с научните си изследвания и образование в областите компютърни науки, компютърна лингвистика и материалознание.

## Известни възпитаници
- Карл-Ото Апел, философ (р. 1922)
- Ралф Дарендорф, социолог и политик (1929-2009)
- Оскар Лафонтен, политик (р. 1943)
- Ханс-Херман Хопе, икономист (р. 1949)

## Галерия
- Общ изглед към университетския кампус, 2005 г.
- Библиотека на университета и на провинция Саарланд
- Корейски институт за науки и технологии в Европа „КИСТ“
- Институт по физика
- Институт по информатика „Макс Планк“
- Институт по материалознание
- Институт за нови материали „Лайбниц“
- Институт за контрол на разрушенията „Фраунхофер“
- Институт „Европа“
- Германски изследователски център по изкуствен интелект